# Toivo Pekkanen
Toivo Pekkanen (Kotka, 1902. szeptember 10. – Koppenhága, 1957. május 30.) finn író, drámaíró, publicista és költő. Fő művei a magyarul is olvasható Egy falat kenyér (Lapsuuteni), valamint a Tehtaan varjossa (A gyár árnyékában) című regények.

## Élete és munkássága

### Gyermekévei és ifjúkora
A délkelet-finnországi Kotka városában született 1902. szeptember 10-én. Apja kőműves volt. A családban már korábban is született egy leánygyermek, aki azonban egyévesen meghalt. Később Pekkanennek még öt testvére született, akik közül hárman érték meg a felnőttkort.
Apja még gyermekkorában lebénult és munkaképtelenné vált, aminek következtében a család anyagi helyzete rendkívül nehéz lett. Anyja mosónőként és kikötői segédmunkásként dolgozott. Toivo Pekkanen jó bizonyítványa ellenére 13 évesen otthagyta az iskolát, hogy pénzt keressen. Később kovácsként dolgozott.
Önéletrajzi művében hosszan vall arról, hogy a könyvek menekvést jelentettek a nehéz hétköznapok elől. Kedvelte Jack Londont, de igazán nagy hatással Strindberg A boldogok szigete című elbeszélése és a Biblia volt rá. 
16 évesen írta első novelláit, amelyek a Juttutupa című folyóiratban jelentek meg.

### Felnőttkora és munkássága
1927-ben jelent meg első novelláskötete Rautaiset kädet (Vaskéz) címmel. A novellák főleg a munkások életének nehézségeit mutatják be. Az 1929-ben megjelent Satama ja meri (Kikötő és tenger) és az egy évvel később kiadott Kuolemattomat (Halhatatlanok) című novelláskötetek jó kritikákat kaptak. Az 1930-as évek elején már az írásból próbált megélni és Kotkából Helsinkibe költözött.
Korai írásainak fő témája és ihletője szülővárosa, Kotka és a városi munkásság élete. A Tehtaan varjossa (A gyár árnyékában) című regény hozta meg számára az áttörést 1932-ben. A regény főszereplője egy Samuel Oino nevű feltörekvő munkás, akit a szerző az irodalomtörténészek szerint saját magáról mintázott.
1934-ben jelent meg a finn középosztály életét bemutató Kauppiaiden lapset (A kereskedők gyermekei) című regénye. 
Az író szabadidejében angolul tanult, majd egy európai körút keretében el is látogatott Angliába. Az itt tapasztalt élményekből született a Takaisin Australiaan (Vissza Ausztráliába) című vígjáték 1936-ban. Az 1939–40-ben született Deemoni (A démon) című drámájának központi témája a zsenialitás. Musta hurmio (Fekete mámor) című, 1939-ben kiadott regénye a szerelemről szól. Az 1940-es években írta az Inkerin romaani (Inkeri regénye) című művét, amelyet azonban politikai okokból csak 2002-ben adtak ki.
1948-ban megkapta a Pro Finlandia rangos finn művészeti díjat. 1949-ben lebénult, emiatt a Kotka című regénysorozat félbemaradt. Újra kellett tanulnia a beszédet, a járást és az írást is. Még súlyos betegen írta meg Egy falat kenyér (Lapsuuteni) című önéletrajzi regényét, amelyet 1953-ban adtak ki. A regény kiváló kritikákat kapott és a szerző pályájának csúcspontját jelentette.
Utolsó novelláskötete az 1950-ben született Mies ja punapartaiset herrat (A férfi és a vörösszakállú urak) tematikájában és stílusában eltér a szerző korábbi munkásságától, az abszurd humor és az írások fantáziavilága a tudományos-fantasztikus irodalomhoz közelíti a kötetet. 
1955-ben jelent meg Lähtö matkalle (Indulás az útra) című verseskötete.
1955-ben az akadémia tagjává nevezték ki. 1957-ben Dániába, Koppenhágába utazott egy kezelésre, ahol május 30-án agyvérzésben elhunyt.

## Művei

### Finnül
- Rautaiset kädet (Vaskéz), novelláskötet (1927)
- Satama ja meri (Kikötő és tenger), novelláskötet (1929)
- Kuolemattomat (Halhatatlanok), novelláskötet (1930)
- Tehtaan varjossa (A gyár árnyékában), regény (1932)
- Kauppiaiden lapset (A kereskedők gyermekei), regény (1934)
- Musta hurmio (Fekete mámor), regény (1939)
- Takaisin Australiaan (Vissza Ausztráliába), vígjáték (1936)
- Deemoni (A démon), dráma (1939–1940)
- Elämän ja kuoleman pidot (Élet és halál összejövetele), novelláskötet (1945)
- Jumalan myllyt (Isten malmai), regény (1946)
- Isänmaan ranta (Az anyaföld partja), regény (1946)
- Ne menneet vuodet (Azok az elmúlt évek), regény (1946)
- Aamuhämärä (Reggeli félhomály), regény (1948)
- Toverukset (Elvtársak), regény (1948)
- Mies ja punapartaiset herrat (A férfi és a vörösszakállú urak), novelláskötet (1950)
- Täyttyneiden toiveiden maa (A megvalósult remények országa), dráma (1951)
- Voittajat ja voitetut (Győztesek és legyőzöttek), regény (1952)
- Lapsuuteni (Egy falat kenyér), regény (1953)
- Lähtö matkalle (Indulás az útra), verseskötet (1955)
- Inkerin romaani (Inkeri regénye), regény (2002)

### Magyarul
- Egy falat kenyér; ford. Lavotha Ödön, utószó Gombár Endre; Európa, Bp., 1981 (A finn irodalom könyvtára)

- Kikötő és tenger, novella a Műhely folyóirat 2002/3 A tenger (Tenger II.) tematikus számában, Szopori Nagy Lajos fordításában
- A hal, vers Képes Géza Önarckép hegy formájában (1978) című kötetében, Képes Géza fordításában

## Kritika
Már első írásai felkeltették a kritikusok figyelmét, később még több elismeréssel illették, különösen Egy falat kenyér című művét. A korszakban ő kapta a legtöbb irodalmi ösztöndíjat. Mindezek ellenére sosem tartozott a legtöbb könyvet eladó írók közé. 
A kritikusok és az irodalomtörténészek két fő kérdésben nem értettek egyet Pekkanennel kapcsolatban. Az egyik az, hogy tarthatjuk-e munkásírónak Toivo Pekkanent, a másik pedig, hogy műveinek nyelvi egyszerűségét pozitívumként vagy negatívumként értékeljük-e.
Művei társadalmi elkötelezettségét tükrözik, fő témájuk általában a városi munkások élete és problémái, azonban munkássága nem korlátozódik erre, többek között szerelmes regényt, fantasztikus elbeszéléseket és a középosztály életét feldolgozó művet is írt.
Gyakran esik szó műveinek nyelvezetéről is, általában az Egy falat kenyér című művet hozva példaként. A Pekkanenről szóló szakirodalomban általában úgy fogalmaznak, hogy a mű nyelvi hiányosságai ellenére nagyszerű kritikákat kapott. Azonban olyan nézőpont is létezik, miszerint a nyelvi minimalizmus tudatos stílusteremtés eredménye.

## Emlékezete
Tiszteletére alapították a Pekkas-palkinto elnevezésű irodalmi díjat. Szülővárosában iskolát és parkot neveztek el róla.